# Diaphus diademophilus
Diaphus diademophilus és una espècie de peix de la família dels mictòfids i de l'ordre dels mictofiformes.
Les femelles poden assolir 4,9 cm de longitud total. És un peix marí i d'aigües profundes que viu fins als 1808 m de fondària que es troba a l'Índic i al Mar de la Xina Meridional.